# Artur Wojdat
Artur Wojdat, född 20 maj 1968 i Olsztyn, är en polsk före detta simmare.
Wojdat blev olympisk bronsmedaljör på 400 meter frisim vid sommarspelen 1988 i Seoul.